# Sâles
Sâles es una comuna suiza del cantón de Friburgo, situada en el distrito de Gruyère. Limita al oeste y norte con la comuna de Vuisternens-devant-Romont, al noreste con Grangettes y Marsens, al este con Riaz, al sur con Vaulruz, y al suroeste con Semsales y La Verrerie. 
La comuna es el resultado de la reunión el 1 de enero de 2001 de las comunas de Maules, Romanens y Rueyres-Treyfayes en la comuna de Sâles.